# Brunnskär (vid Onas, Borgå)
Brunnskär (finska: Kaivokari) är en ö i Finland. Den ligger i Finska viken och i kommunen Borgå i den ekonomiska regionen  Borgå i landskapet Nyland, i den södra delen av landet. Ön ligger omkring 30 kilometer öster om Helsingfors.
Öns area är 30,5 hektar och dess största längd är 0,9 kilometer i sydöst-nordvästlig riktning.